# سیارک ۷۱۴۷
سیارک ۷۱۴۷ (به انگلیسی: 7147 Feijth، نامگذاری:4015P-L) هفت هزار و صد و چهل و هفتمین سیارک کشف شده‌است که در ۲۴ سپتامبر ۱۹۶۰ کشف شد.
قدر مطلق سیارک برابر ۱۴٫۹۰ است.